# Svanshalssjön
Svanshalssjön är en sjö i Osby kommun i Skåne och ingår i Helge ås huvudavrinningsområde. Sjön är 10 meter djup, har en yta på 0,0913 kvadratkilometer och befinner sig 97 meter över havet. Vid provfiske har abborre, gädda, mört och sutare fångats i sjön.

## Delavrinningsområde
Svanshalssjön ingår i det delavrinningsområde (625385-138425) som SMHI kallar för Mynnar i Skeingesjön. Medelhöjden är 104 meter över havet och ytan är 36,86 kvadratkilometer. Det finns ett avrinningsområde uppströms, och räknas det in blir den ackumulerade arean 68,11 kvadratkilometer. Simontorpsån som avvattnar avrinningsområdet har biflödesordning 2, vilket innebär att vattnet flödar genom totalt 2 vattendrag innan det når havet efter 93 kilometer. Avrinningsområdet består mestadels av skog (84 %). Avrinningsområdet har 0,58 kvadratkilometer vattenytor vilket ger det en sjöprocent på 1,6 %.